# Challenge Desgrange-Colombo
Die Challenge Desgrange-Colombo war eine Jahreswertung im Profi-Straßenradsport, welche von 1948 bis 1958 bestand, um die vielseitigsten und insgesamt erfolgreichsten Radrennfahrer der Saison zu küren.
Benannt nach Henri Desgrange und Emilio Colombo, den Gründern und Organisatoren der Tour de France bzw. des Giro d’Italia, wurde die „Challenge Desgrange-Colombo“ von den europäischen Sportzeitungen L’Équipe (Fra), La Gazzetta dello Sport (Ita), Het Nieuwsblad (Bel) und Les Sports (Bel) veranstaltet. Unstimmigkeiten zwischen den Organisatoren führte zur Abschaffung der Wertung. Drei Jahre später, ab 1961, wurde ein ähnliches Format der Radsport-Jahreswertung geschaffen: die so genannte Super-Prestige-Pernod-Wertung.
In die Wertung gingen die wichtigsten Eintagesrennen und Rundfahrten der Radsportsaison ein. Dazu gehörten zunächst die Tour de France und der Giro d’Italia sowie die Klassiker Mailand–Sanremo, Paris–Roubaix, Flandern-Rundfahrt, La Flèche Wallonne, Paris–Brüssel, Paris–Tours und die Lombardei-Rundfahrt. 1949 kam die Tour de Suisse hinzu, 1951 Lüttich–Bastogne–Lüttich und im letzten Austragungsjahr 1958 auch die Vuelta a España.
Die „Challenge Desgrange-Colombo“ wurde naturgemäß von den besten Radsportlern ihrer jeweiligen Generation dominiert. Als erster Sieger wurde Briek Schotte ausgezeichnet, ihm folgten u. a. Fausto Coppi und Louison Bobet. Jeweils dreimal gewannen der Schweizer Ferdy Kübler (1950, 1952, 1954) und der Belgier Fred De Bruyne (1956–1958).

## Palmarès
| Jahr | Sieger           | Zweiter                         | Dritter                         |
| ---- | ---------------- | ------------------------------- | ------------------------------- |
| 1948 | Briek Schotte    | Fermo Camellini                 | Gino Bartali                    |
| 1949 | Fausto Coppi     | Gino Bartali und Fiorenzo Magni | Gino Bartali und Fiorenzo Magni |
| 1950 | Ferdy Kübler     | Fiorenzo Magni                  | Hugo Koblet                     |
| 1951 | Louison Bobet    | Ferdy Kübler                    | Fiorenzo Magni                  |
| 1952 | Ferdy Kübler     | Fausto Coppi                    | Stan Ockers                     |
| 1953 | Loretto Petrucci | Louison Bobet                   | Stan Ockers                     |
| 1954 | Ferdy Kübler     | Raymond Impanis                 | Louison Bobet                   |
| 1955 | Stan Ockers      | Louison Bobet                   | Jean Brankart                   |
| 1956 | Fred De Bruyne   | Stan Ockers                     | Jean Forestier                  |
| 1957 | Fred De Bruyne   | Raymond Impanis                 | Gastone Nencini                 |
| 1958 | Fred De Bruyne   | Rik Van Looy                    | Charly Gaul                     |